# Río Pedregal
Río Pedregal es una localidad del municipio de Huimanguillo ubicado en la subregión de la Chontalpa del estado mexicano de Tabasco.

## Geografía
La localidad de Río Pedregal se sitúa en las coordenadas geográficas 17°41′22″N 93°45′05″O / 17.689444, -93.751389, a una elevación de 20 metros sobre el nivel del mar.

## Demografía
Según el Conteo de Población y Vivienda 2020, efectuado por el Instituto Nacional de Estadística y Geografía, la localidad de Río Pedregal tiene 195 habitantes, de los cuales 93 son del sexo masculino y 102 del sexo femenino. Su tasa de fecundidad es de 2.97 hijos por mujer y tiene 53 viviendas particulares habitadas.
| Gráfica de evolución demográfica de Río Pedregal entre 1980 y 2020 |
|                                                                    |
| INEGI.                                                             |